# DocScape
DocScape ist ein regelbasiertes Werkzeug zur vollautomatischen Erzeugung von Dokumenten beliebiger Komplexität (Database Publishing). Dabei werden Eingabedaten im XML-Format in fertig gelayoutete PDF-Dateien umgewandelt. DocScape wurde ursprünglich von der QuinScape GmbH entwickelt und wird seit 2018 von der 4R Innovation weiterentwickelt und vermarktet. Ursprünglich proprietär (perpetual license), ist DocScape seit 2018 freie und quelloffene Software (MIT-Lizenz).

## Anwendungsgebiete
DocScape wird überall da eingesetzt, wo entsprechende Ausgangsdaten zur Verfügung stehen (z. B. PIM-System, CMS oder andere Content-Datenbanken) und hochwertige Print-Dokumente automatisch ohne Bearbeitungsaufwand generiert werden sollen. Typische Anwendungen sind Produktkataloge, Datenblätter, Preislisten oder technische Dokumentation. Ein weiteres Anwendungsgebiet liegt in der Personalisierung von Dokumenten oder anderen Aspekten (Branding, Mandanten-Versionen oder freie Zusammenstellung von Content), die dazu führen, dass es sehr viele Dokumentversionen gibt (Stichwort „Auflage 1“).

## Funktionsweise
Daten aus verschiedenen Datenquellen werden selektiert, zu einer XML-Eingabedatei aufbereitet (verdichtet bzw. aggregiert) und auf Layoutstrukturen im PDF-Dokument abgebildet. Um die Abbildung von Daten- auf Layoutstrukturen zu realisieren, wird ein regelbasierter Ansatz verwendet: Designregeln ordnen Datenknoten im Eingabe-XML ihre Layoutdarstellung zu.
Im Vergleich zu anderen Werkzeugen, die auf XSL-FO oder Print-CSS basieren und im Wesentlichen einen Objektstrom erzeugen, der dann von einem Formatter verarbeitet wird, wird bei DocScape das Konzept verfolgt, die Arbeitsweise eines Gestalters zu automatisieren. Der Ablauf der Dokumenterzeugung entspricht also eher einem automatisierten DTP-System. Durch das ausdrucksstarke Seitenmodell, das direkt von Designregeln abgefragt und manipuliert werden kann, lassen sich Layouts nahezu beliebiger Komplexität formalisieren.
Der DocScape-Kern basiert auf TeX. DocScape wurde vollständig als TeX-Makropaket entwickelt. Die wesentlichen Erweiterungen gegenüber dem TeX-Basissystem im Vergleich zu anderen Makropaketen wie LaTeX bestehen in der vollständigen XML-Basierung (Daten und Designregeln), dem vollständig neu entwickelten Seitenmodell mit explizit ausmodelliertem Gestaltungsraster und dem neu entwickelten Tabellenmodell (analog zum HTML-Tabellenmodell).
DocScape wurde ausdrücklich für die vollautomatische, druckfertige Generierung beliebiger Print-Dokumente entwickelt. Zu diesem Zweck verfügt es über zahlreiche unverzichtbare Funktionsmerkmale:
- Durchgängige XML- und Unicode-Basierung; Unterstützung aller Sprachen und Schriften.
- Umfangreiche typografische und mikrotypografische Funktionen (überwiegend geerbt von TeX): Knuth-Plass-Algorithmus für musterbasierte Silbentrennung, HZ-Algorithmus, optischer Randausgleich, Umbruchsteuerung, Registerhaltigkeit uvm.
- Leistungsfähiges Tabellenmodell (angelehnt an HTML-Tabellen).
- Explizit ansprechbares Gestaltungsraster.
- Virtuelle Seiten beliebiger Größe sowie das testweise Erzeugen und Verwerfen ganzer Seitenstrecken erlauben, im Regelwerk viele Layoutvarianten auszuprobieren und nur die nach gegebenen Kriterien besten Varianten in das Dokument zu übernehmen.
- Responsive Printdesign[5]: Analog dem responsive Webdesign passt sich das regelbasierte Layout dynamisch dem vorhandenen Content und den Gegebenheiten auf der Seite (Geometrie, freier Platz im Gestaltungsraster, Kombinierbarkeit mit anderen Inhalten) an.
- Einbindung und Platzierung freigestellter Bilder; Umfließen beliebiger Formen mit Text.
- Optimierung von Seiten und Doppelseiten, Seitenstrecken, Spalten- und Seitenumbrüchen.
- Bildsynchronisierung für  Schwarzwechsel.

## Versionsgeschichte
Vor der Entstehung von DocScape wurde durch QuinScape im Auftrag von ERCO 2002 eine Individualsoftware namens ERCOTeX entwickelt. Diese sollte die das von Otl Aicher für ERCO entwickelte Corporate Design, dessen Hauptmerkmal das auffällige Gestaltungsraster ist, mit TeX realisierbar machen. 2003 konnte damit der ERCO-Hauptkatalog vollautomatisch in 16 Sprachen mit Schwarzwechsel produziert werden.
2005 wurde auf der Basis von ERCOTeX durch QuinScape eine universelle Standardsoftware entwickelt, mit der sich beliebige komplexe Layouts realisieren lassen. Diese wird seitdem unter dem Namen DocScape vermarktet.
Seit 2018 wird DocScape durch 4R Innovation als freie, quelloffene Software weiterentwickelt und vermarktet.